# Straßenbahn München Baureihe P
| Straßenbahn München Baureihe P (Triebwagen)                                                  | Straßenbahn München Baureihe P (Triebwagen) | Straßenbahn München Baureihe P (Triebwagen) | Straßenbahn München Baureihe P (Triebwagen) |
| -------------------------------------------------------------------------------------------- | ------------------------------------------- | ------------------------------------------- | ------------------------------------------- |
| 2009: Ein Triebwagen des Typs P 3.16 mit einem Beiwagen des Typs p3.16 in der Hanauer Straße |                                             |                                             |                                             |
|                                                                                              | P 1.65                                      | P 2.12 P 2.13                               | P 3.16                                      |
| Nummerierung:                                                                                | 101–102                                     | 2001–2002                                   | 2003–2044                                   |
| Anzahl:                                                                                      | 2 Wagen                                     | 2 Wagen                                     | 42 Wagen                                    |
| Hersteller:                                                                                  | Rathgeber                                   | Rathgeber                                   | Rathgeber                                   |
| Baujahr(e):                                                                                  | 1959–1960                                   | 1964–1965                                   | 1966–1968                                   |
| Ausmusterung:                                                                                | 1976                                        | 1981                                        | ab 1997                                     |
| Spurweite:                                                                                   | 1435 mm                                     | 1435 mm                                     | 1435 mm                                     |
| Länge über Kupplung:                                                                         | 26.350 mm                                   | 16.700 mm                                   | 16.700 mm                                   |
| Höhe:                                                                                        |                                             | 3180 mm                                     | 3180 mm                                     |
| Breite:                                                                                      |                                             | 2350 mm                                     | 2350 mm                                     |
| Leermasse:                                                                                   |                                             | 22,0 t                                      | 23,3 t                                      |
| Höchstgeschwindigkeit:                                                                       | 70 km/h                                     | 80 km/h                                     | 70 km/h                                     |
| Stundenleistung:                                                                             | 200 kW                                      | 356 kW                                      | 356 kW                                      |
| Fahrmotoren:                                                                                 | 2                                           | 4                                           | 4                                           |
| Stromübertragung:                                                                            | Oberleitung                                 | Oberleitung                                 | Oberleitung                                 |
| Sitzplätze:                                                                                  | 54                                          | 46                                          | 42 (ab 1970/72 40)                          |
| Stehplätze:                                                                                  | 180                                         | 112 (ab 1970/72 106)                        | 118 (ab 1970/72 111)                        |

| Straßenbahn München Baureihe p (Beiwagen) | Straßenbahn München Baureihe p (Beiwagen) | Straßenbahn München Baureihe p (Beiwagen) | Straßenbahn München Baureihe p (Beiwagen) |
| ----------------------------------------- | ----------------------------------------- | ----------------------------------------- | ----------------------------------------- |
|                                           | p 2.14 p 2.15                             | p 3.17                                    |                                           |
| Nummerierung:                             | 3001–3002                                 | 3003–3040                                 |                                           |
| Anzahl:                                   | 2 Wagen                                   | 38 Wagen                                  |                                           |
| Hersteller:                               | Rathgeber                                 | Rathgeber                                 |                                           |
| Baujahr(e):                               | 1964–1965                                 | 1966–1968                                 |                                           |
| Ausmusterung:                             | 1981                                      | ab 1997                                   |                                           |
| Spurweite:                                | 1435 mm                                   | 1435 mm                                   |                                           |
| Länge über Kupplung:                      | 16.700 mm                                 | 16.700 mm                                 |                                           |
| Höhe:                                     | 3180 mm                                   | 3180 mm                                   |                                           |
| Breite:                                   | 2350 mm                                   | 2350 mm                                   |                                           |
| Leermasse:                                |                                           | 16,2 t                                    |                                           |
| Sitzplätze:                               | 41 (ab 1969/70 42)                        | 40 (ab 1970/72 42)                        |                                           |
| Stehplätze:                               | 136 (ab 1969/70 120)                      | 130 (ab 1970/72 120)                      |                                           |

Die Baureihe P war die 13. Generation von Straßenbahn-Triebwagen der Straßenbahn München. Die P-Wagen waren als letzte Hochflurfahrzeuge der Münchner Verkehrsgesellschaft (MVG) bis 2020 im Einsatz. 1960 lieferte die Waggonfabrik Josef Rathgeber die ersten zwei Prototypen der Baureihe P 1.65. Da sich aber wider Erwarten herausstellte, dass in diesen Zügen unter anderem weiterhin zwei Schaffner benötigt wurden, kam es zu keinen weiteren Bestellungen. Erst 1963 begannen die Planungen für eine neue leistungsstarke Baureihe erneut. Es entstanden zwei weitere Prototypen der Baureihe P2. Sie wurden mit einer Lizenz von Hansa Waggonbau wieder bei Rathgeber gebaut und wiesen Ähnlichkeiten mit dem Kurzgelenkwagen GT4 der Straßenbahn Bremen auf. Da sich die Fahrzeuge vor allem in Hinblick auf das vor dem Bau der U-Bahn München geplante Stadtbahnnetz wegen ihrer hohen Leistung bewährten, bestellten die damaligen Münchner Verkehrsbetriebe weitere 42 Triebwagen und 38 Beiwagen. Die Auslieferung erfolgte von 1967 bis 1969.

## Geschichte

### Typ P 1

#### Vorgeschichte und Einsatzgeschichte

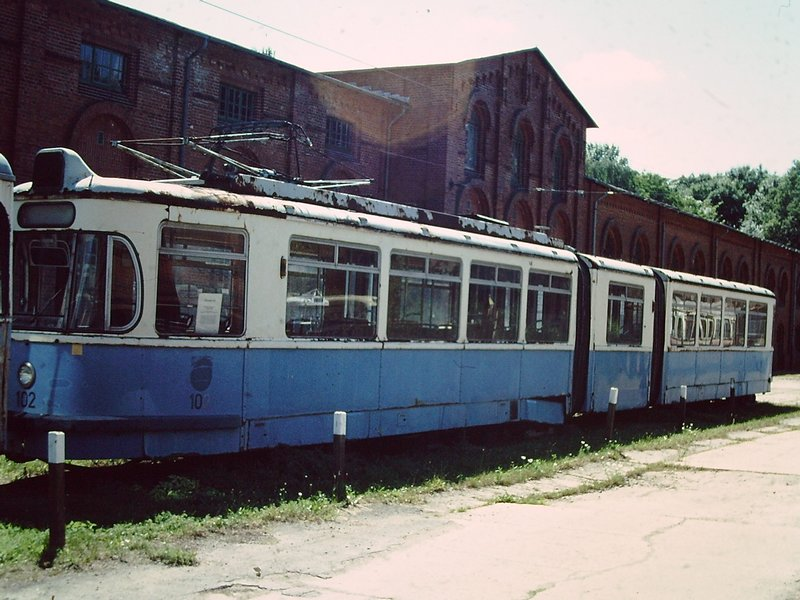
P1-Triebwagen 102 im Hannoverschen Straßenbahn-Museum (1996)

1960 betrieb die Landeshauptstadt München 24 Straßenbahnlinien. Diese wurden mit 302 Triebwagen und 380 Beiwagen befahren. Die Triebwagen reichten aber nicht aus, um das starke Verkehrsaufkommen zu bewältigen. Die Straßen in der Münchner Altstadt waren vor allem in der Hauptverkehrszeit überfüllt, sodass die Straßenbahnen meist nur ziemlich langsam vorankamen. Als Lösung wurde eine U-Straßenbahn angesehen. Die Straßenbahnlinien sollten in der Innenstadt unterirdisch verlaufen, um in den Außenbezirken wieder an die Oberfläche zu gelangen. Für die Unterpflasterbahn sollte auch eine neue Triebwagenbauart entstehen. Der erste Prototyp der Baureihe P 1.65 wurde von der Waggonfabrik Josef Rathgeber hergestellt und im Frühjahr 1960 ausgeliefert. Er erhielt die Betriebsnummer 101, der später gelieferte zweite Wagen die Nummer 102.
Zum Einsatz kamen die beiden Triebwagen auf der Linie 12 vom Herkomerplatz zum Wettersteinplatz sowie zur Erprobung auch auf den Linien 3, 8, 25 und 29. Nach ersten Analysen 1961 stellte sich heraus, dass die neue Baureihe nicht den Erwartungen entsprach. Vor allem stellte sich die erhoffte Personaleinsparung nicht ein, weil wegen des damals noch üblichen personenbedienten Fahrkartenverkaufs weiterhin zwei Schaffner pro Zug notwendig waren. Außerdem verlängerten sich die Einstiegszeiten im Gegensatz zum Typ M, da beim Typ P 1 nur fünf statt sechs Türen vorhanden waren. Der Wartungsaufwand der Züge des Typ P 1 war wegen der Gelenkkonstruktion höher als bei den Zügen des Typ M. 1976 wurden die Triebwagen aufgrund der hohen Wartungskosten ausgemustert. Der Wagen 102 ist, nachdem er viele Jahre im Hannoverschen Straßenbahn-Museum zubrachte, seit Juni 2015 wieder in München.

#### Technik

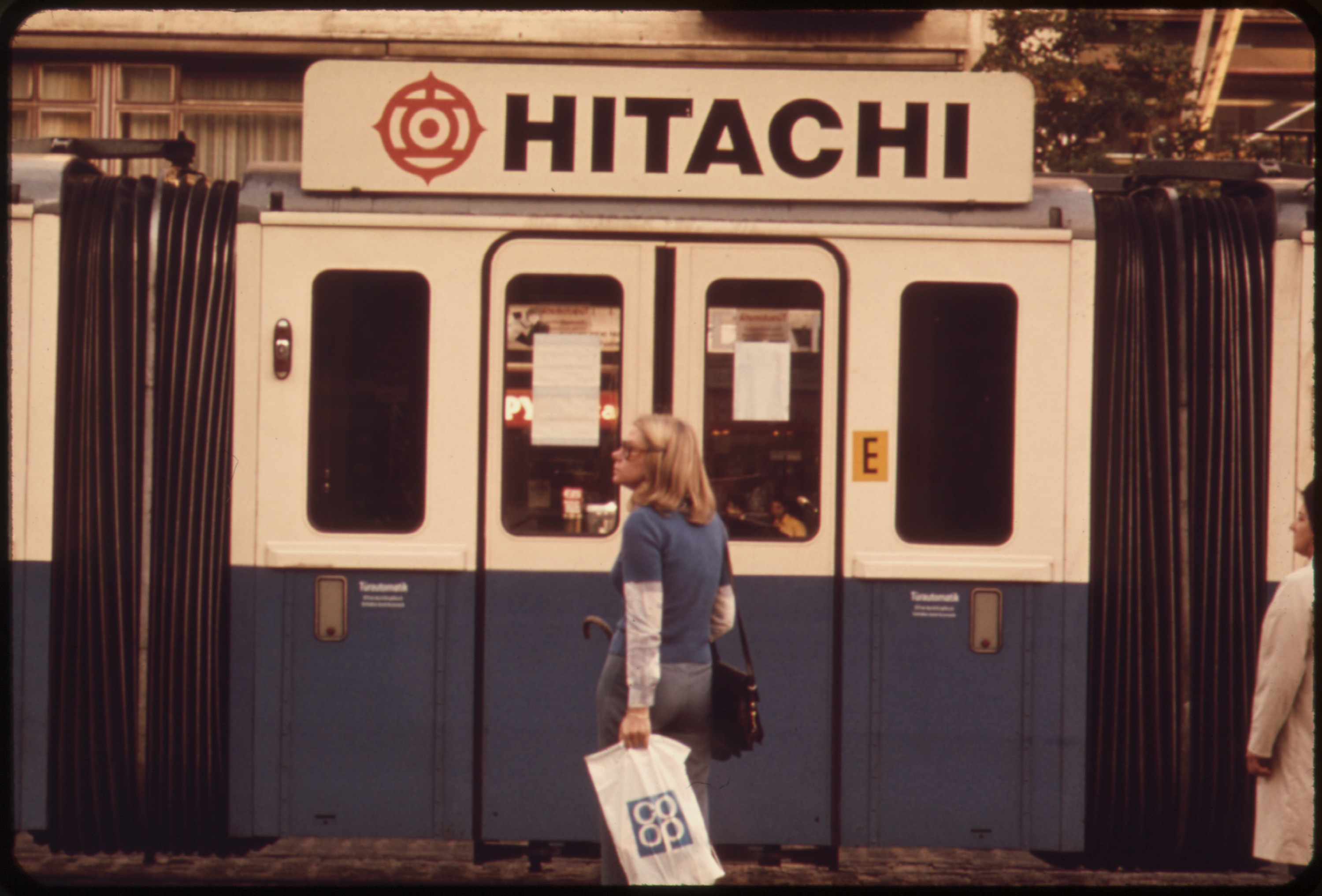
Schwebendes Mittelteil (Sänfte) eines P1-Triebwagens

In der Konstruktion entsprachen die Wagen im Wesentlichen der Baureihe M. Die Züge bestanden aus je einem Lenkdreiachser-Trieb- und Beiwagen, die durch ein schwebendes Mittelteil verbunden waren. Sie erhielten statt der Teleskopschiebetüren der bisherigen Lieferserien der Baureihe M größere Außenschwingtüren, die danach auch in der letzten Serie M 5 und bei den Baureihen P 2 und P 3 verwendet wurden. Zusätzlich waren sie mit einer elektropneumatischen Steuerung von Kiepe ausgestattet, sodass die Züge in Tunnelstrecken im Zugverband verkehren konnten. Wegen ihrer Länge von 26,35 Metern erhielten sie von den Fahrgästen den Spitznamen Tatzelwurm.

### Typ P 2

#### Entstehungsgeschichte

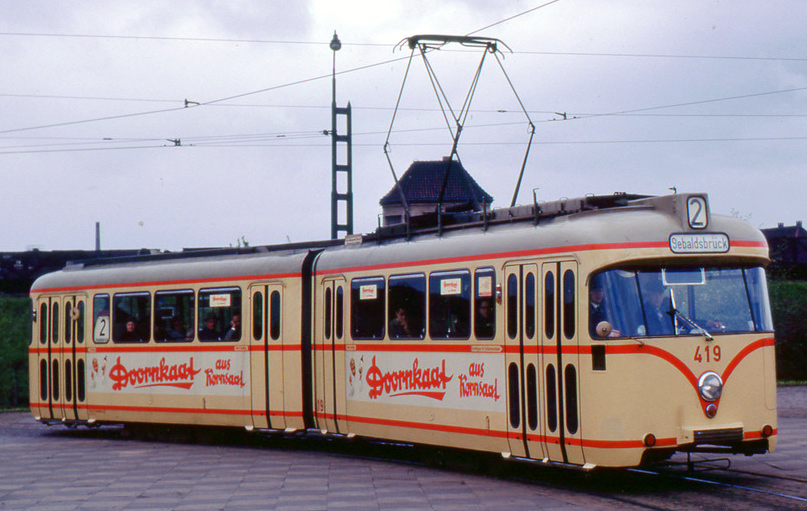
GT4 von Hansa Waggonbau der Straßenbahn Bremen

Da sich der Prototyp P 1 nicht bewährte, bestellten die Münchner Verkehrsbetriebe am 16. Juni 1962 statt weiterer Wagen dieser Baureihe alternativ 24 Züge des Typs M. Für die neuen Tunnel- und stadtbahnähnlichen Strecken waren aber leistungsstärkere Typen zu beschaffen. Der Einsatz von Duewag-Einheitswagen war in München nicht möglich, da die Kurvenradien zu klein sind. Der neue Chef des Unternehmens Rathgeber war früher der Vorstand von Hansa Waggonbau in Bremen, sodass er den Bau von Kurzgelenkwagen in Lizenzbau von Hansa vorschlug.
Am Anfang des Jahres 1963 wurden jedoch weitere M-Wagen bestellt, die die Vorkriegsbauserien ablösen sollten. Am 7. Juni 1963 wurden zwei Prototypen der Bremer Wagen von Hansa Waggonbau bei Rathgeber bestellt. Die Züge sollten im Winter 1964/65 geliefert werden, um erste Probefahrten durchzuführen. Der Termin konnte aber nicht eingehalten werden, da die Münchner Verkehrsbetriebe einige Änderungen an den Fahrzeugen verlangten. In den Prototypen wurden zwei verschiedene elektronische Einrichtungen getestet, sodass beide eine eigene Typenbezeichnung erhielten.
Wagen 201 erhielt die Baureihenbezeichnung P 2.12, Wagen 202 wurde unter der Baureihe P 2.13 in das Baureihenschema eingeordnet. Die Beiwagen wurden als Baureihen p 2.14 und p 2.15 bezeichnet und trugen die Wagennummern 2001 und 2002.

#### Technik

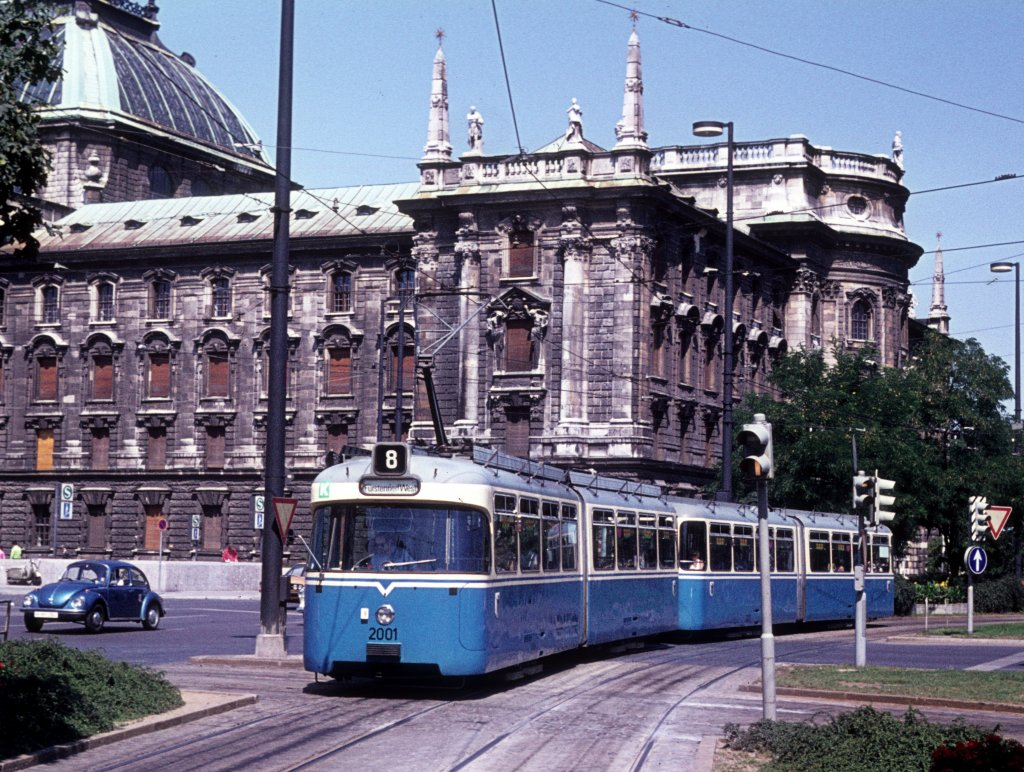
P-2.12-Triebwagen 2001 am Karlsplatz (1974)

Beide Fahrzeuge waren zweiteilige Kurzgelenkwagen, die für 158 Fahrgäste im Triebwagen und für 177 Fahrgäste im Beiwagen ausgelegt waren. Nur noch im Beiwagen fuhr ein Schaffner mit, sodass der Erwerb von Fahrscheinen nur noch dort erfolgen konnte. Die Wagenkasten waren 16,7 Meter lang und 2,35 Meter breit. Dies entspricht einer Nutzfläche von circa 25 Quadratmetern. In jedem Triebwagen waren vier Gleichstrommotoren vorhanden. Wagen 201 erhielt SSW-Motoren des Typs GB 197/17, Wagen 202 Motoren der Bauart US 5057 a von der AEG. Jeder Motor besaß eine Leistung von 110 PS. Die Höchstgeschwindigkeit lag bei 80 km/h und wurde durch eine Automatik begrenzt. Jeder Wagen war mit vier Außenschwingtüren ausgestattet. Diese wurden mit Druckluft betrieben. Die Türen im vorderen Triebwagen wurden vom Fahrer gesteuert, die im Beiwagen vom Schaffner. Die Triebwagen erhielten Einholm-Stromabnehmer des Unternehmens Dozler.
Der Führerstand wurde ähnlich wie bei den M-Wagen aufgebaut. Es entstand für die Starkstromsteuerung ein neuer Doppelnockenfahrschalter. Der Fahrschalter besaß beim Wagen 201 20 Fahr- und 17 Bremsstufen. Der Wagen 202 war mit 16 Fahr- und 17 Bremsstufen ausgestattet. Der Triebwagen 201 erhielt zusätzlich eine Simatic-Steuerung, der Triebwagen 202 eine Geamatic-Steuerung. Diese dienten zur Steuerung von mehreren Triebwagen von einem Führerstand. Die Wagendecke des Triebwagens 201 war mit Lochplatten ausgestattet, der Triebwagen 202 erhielt eine Dachverkleidung, in der mehrere Lüftungsschlitze integriert waren.

#### Einsatzgeschichte und Umbauten
Im Juni 1965 wurde der Triebwagen 201 fertiggestellt und auf der Internationalen Verkehrsausstellung der Öffentlichkeit präsentiert. Der Beiwagen wurde am 4. September 1965 geliefert. Die Jungfernfahrt fand am 2. November 1965 statt. Die offizielle Inbetriebnahme war am 11. Dezember 1965. Der Wagen wurde am 23. Dezember 1965 den Münchner Verkehrsbetrieben übergeben. Wagen 202 wurde am 14. August 1965 abgegeben, er stand aufgrund der technischen Inbetriebsetzung jedoch erst am 17. März 1966 zur Verfügung. Der Beiwagen wurde am 22. Januar 1966 geliefert und am 7. April 1966 in Betrieb genommen. Die Züge wurden im Betriebshof 7 beheimatet und kamen auf der Straßenbahnlinie 25 vom Max-Weber-Platz nach Grünwald zum Einsatz. Ab 1967 kamen sie auf der Linie 8 von Hasenbergl nach Fürstenried West zum Einsatz. Wegen der geringen Bodenfreiheit der Triebwagen und dem damit verbundenen Anstoßen an den Bordsteinkanten kamen sie allerdings bald wieder auf der Linie 25 zum Einsatz. Von Mai 1968 bis März 1970 wurden die Züge an die Serienwagen des Typs P 3 angepasst. Dabei wurde im Beiwagen ein Fahrkartenautomat eingebaut, sodass die Züge nun schaffnerlos verkehrten. Am Fahrkartenautomat konnten Fahrgäste Tageskarten und Streifenkarten kaufen, beim Fahrer konnte man Einzelfahrkarten erwerben. Nach dem Umbau wiesen die Züge aber immer noch einige Unterschiede zu den Serienfahrzeugen auf. Am 18. Juni 1968 erhielten die Triebwagen 201 und 202 neue Wagennummern. Diese entsprachen dem Baureihenschema der Serienfahrzeuge und waren die Nummern 2001 und 2002. Die bisher mit diesen Nummern versehenen Beiwagen wurden in 3001 und 3002 umnummeriert.
1970 wurden die Züge zum Betriebshof 3 umbeheimatet und kamen von dort auf den Linien 19 und 29 zum Einsatz. Selten kamen die Züge auch auf den Linien 8 und 16 zum Einsatz. 1972 wurde die Kupplung der Züge umgebaut, sodass sie auch mit einem Beiwagen des Typs P 3 eingesetzt werden konnten. 1976 wurde der elfenbeinfarbene Zierstreifen unter dem Fensterband entfernt. Die Züge erwiesen sich aber in den folgenden Jahren als zu störanfällig. Deshalb wurde im Januar 1981 beschlossen, die Züge bei größeren Schäden auszumustern. Als am 22. Januar 1981 eine Kurzüberholung für den Triebwagen 2001 anstand, wurde er abgestellt. Seit dem 7. Oktober 1981 wird der Triebwagen von der Feuerwache 2 an der Aidenbachstraße für Übungszwecke genutzt. Im Dezember 1980 wurde der Triebwagen 2002 nach einem Unfall am 29. Juli 1980 abgestellt. Im Herbst 1982 wurde er in Kolbermoor verschrottet. Die Beiwagen erhielten jedoch noch eine Hauptüberholung. Während der Überholung des Beiwagens 3002 wurde festgestellt, dass Asbest als Dämmmaterial verwendet wurde. Der Beiwagen 3002 wurde sofort im Betriebshof 3 abgestellt, der Beiwagen 3001 fuhr noch bis zum Fristablauf am 1. Dezember 1989 und wurde dann abgestellt. Der Beiwagen 3001 diente als Lagerwagen für den Verein Freunde des Münchner Trambahnmuseums, nachdem aus ihm der Asbest entfernt worden war. Der Wagen 3002 wurde verschrottet.

### Typ P 3

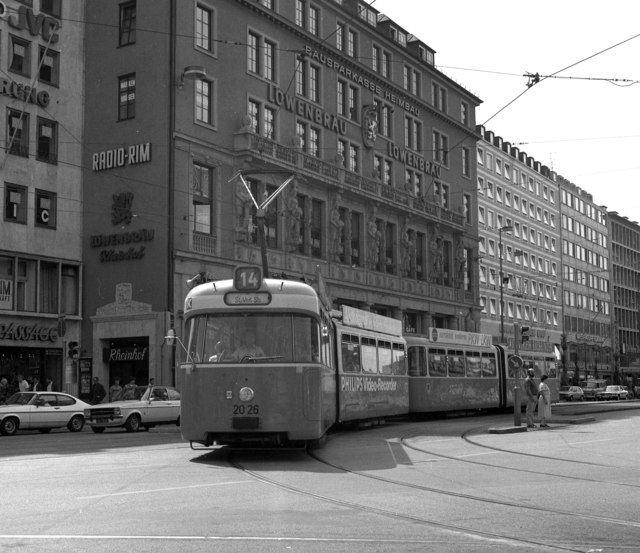
P-Wagen auf Linie 14 kurz vor der Haltestelle Hauptbahnhof (1982)

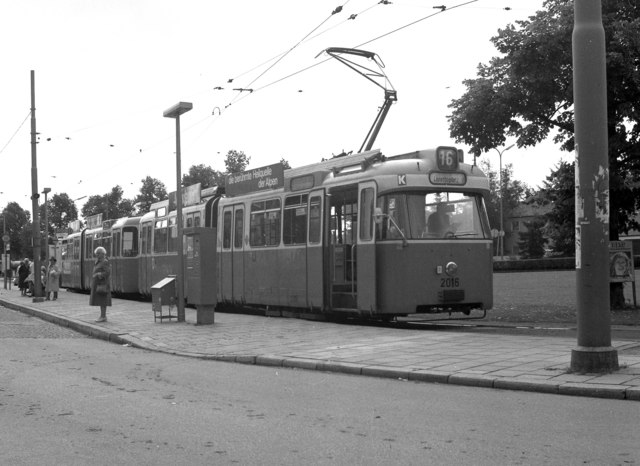
P-Wagen auf Linie 16 an der Endhaltestelle Fürstenried West (1982)

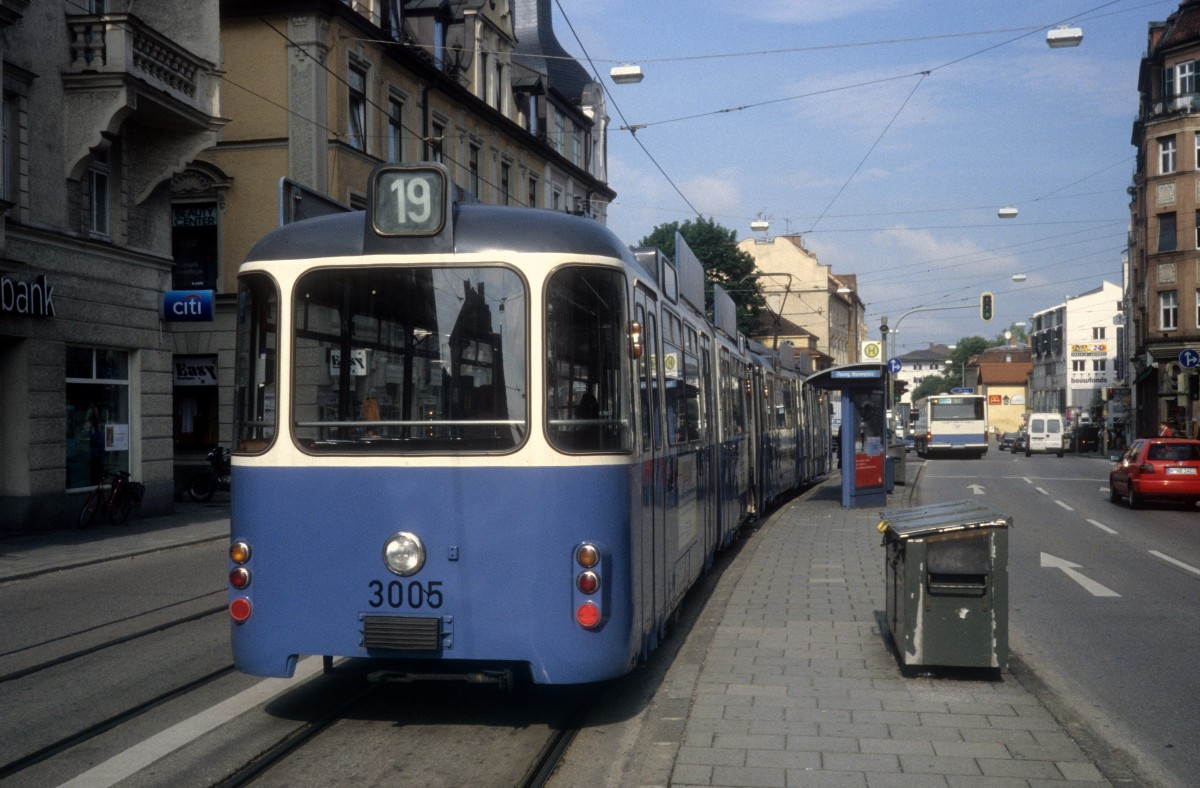
Heckaufnahme des Beiwagens 3005

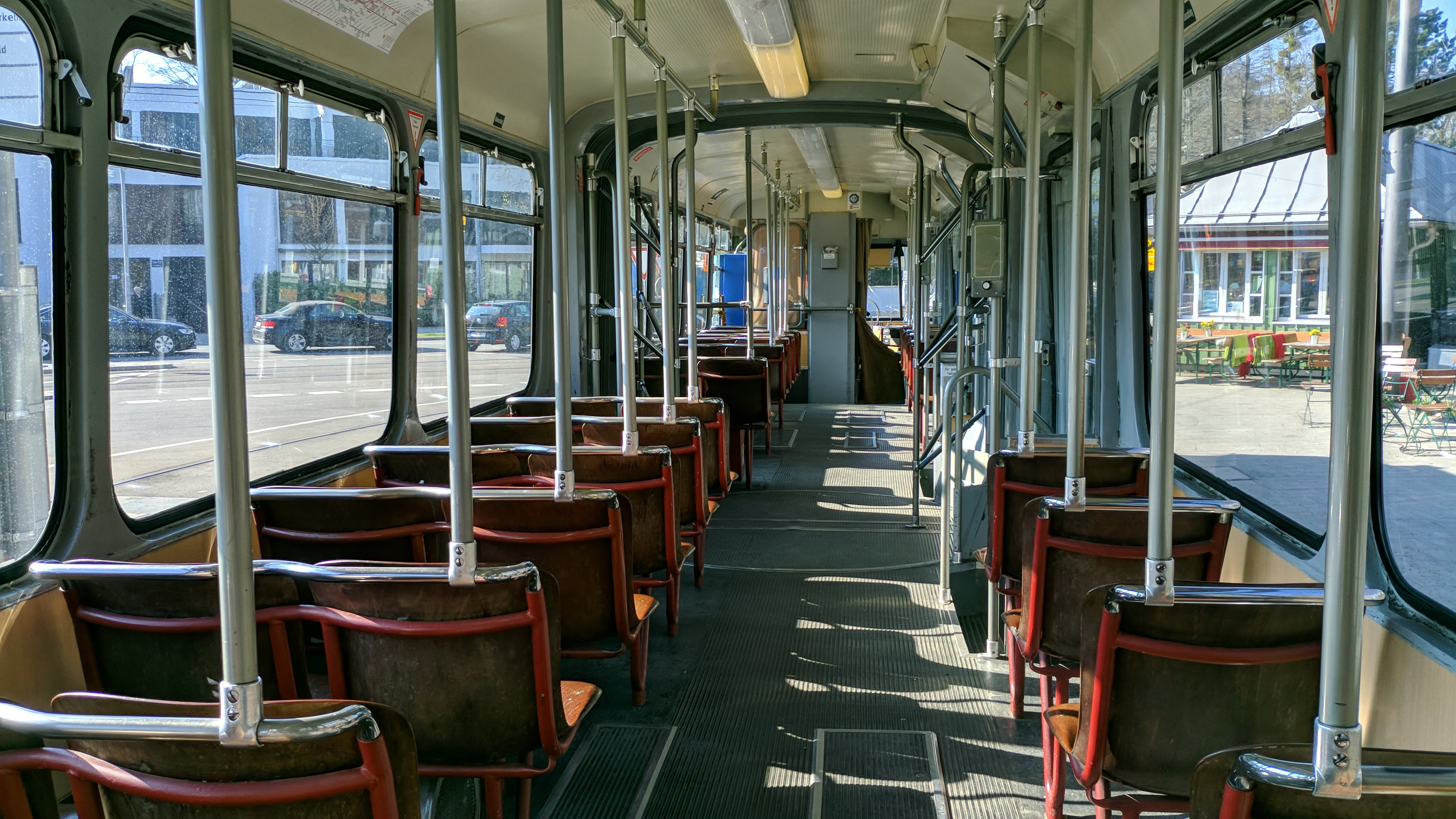
Innenraum des P-Wagens 2006

#### Entstehungsgeschichte
Da die Baureihe P 2 bis auf wenige Mängel überzeugen konnte, wurde im 9. Wagenbeschaffungsprogramm der Straßenbahn München beschlossen, weitere Züge des Typs P zu kaufen. Hauptvorteil des Typs P war, dass pro Zug nur ein Schaffner benötigt wurde und somit Personal eingespart werden konnte. Im Mai 1966 wurden 22 Triebwagen und 20 Beiwagen bei Rathgeber bestellt. Auf die elektronische Fahrschaltersteuerung Geamatic wurde verzichtet, was vor allem finanzielle Gründe hatte. Jeder Triebwagen kostete 410.000 D-Mark, für die Beiwagen wurde ein Preis von 218.776 D-Mark veranschlagt. Die Triebwagen wurden als Typ P 3.16 bezeichnet und erhielten die Wagennummern 2003 bis 2024. Im April 1967 wurde die zweite Serie bestellt. Die schon ab Werk mit Geamatic ausgestatteten Triebwagen kosteten jeweils 371.485 D-Mark, sie erhielten die Wagennummern 2025 bis 2044. Die Beiwagen bekamen die Wagennummern 3023 bis 3040 und kosteten jeweils 210.990 D-Mark.

#### Technik
Die Züge des Typs P 3 wiesen keine Zierleiste auf. Sie erhielten einen zusätzlichen Mittelscheinwerfer, welcher für Rückwärtsfahrten gedacht war. Die Fahrzeuge des Typs P 3 erhielten im Gegensatz zum Typ P 2 an den Seiten Zielschildkästen, welche dort nur an den Heckpartien vorhanden waren. Die Züge der zweiten Serie waren weiterhin mit einer Handkurbel zum Stellen der Zielschildkästen ausgestattet, später wurden die Züge der ersten Bauserie mit einer Handkurbel nachgerüstet. Als Deckenverkleidung dienten die im Wagen 201 verwendeten Lochplatten, und im Führerstand wurden nur einige Knöpfe und Hebel versetzt. Statt des beim Typ P 2 verwendeten Einholmstromabnehmers wurde beim P-3-Triebwagen ein Schnellfahr-Einarmstromabnehmer verwendet. Als Motor diente der schon im Wagen 202 verwendete Typ US5057a von AEG, mit dem eine Höchstgeschwindigkeit von 70 km/h erreicht wird.

#### Einsatzgeschichte
Die Auslieferung der Züge begann im September 1967. Die Züge wurden in den Betriebshöfen 4 an der Soxhletstraße und 6 an der Hofmannstraße stationiert. Ab dem Fahrplanwechsel im Dezember 1967 kamen die Fahrzeuge auf der Linie 8 zum Einsatz. Nachdem im Sommer 1968 auch die Auslieferung der zweiten Serie begonnen hatte, wurden die Fahrzeuge der ersten Serie auf die Linien 19 und 29 verdrängt. Später wurden die Züge der ersten Serie in den Betriebshöfen 2 in Steinhausen und 3 an der Westendstraße stationiert. 1968 konnten durch die neuen Fahrzeuge des Typs P noch zahlreiche Vorkriegsfahrzeuge aus dem Verkehr gezogen werden. Am 21. Mai 1969 wurde das letzte Fahrzeug mit der Wagennummer 2044 geliefert, die Lieferung verzögerte sich, da die bei den anderen Fahrzeugen schon festgestellten Qualitätsmängel bei diesem Zug noch ausgebessert werden konnten. Von 1970 bis 1972 wurden die Fahrzeuge auf schaffnerlosen Betrieb umgebaut. Im Beiwagen wurde ein Fahrkartenautomat eingebaut, hier konnten die Fahrgäste Tageskarten und Streifenfahrkarten erwerben. Der Fahrer verkaufte Einzelfahrkarten. In der Folgezeit kamen die Triebwagen auf fast allen Linien zum Einsatz. Eine Ausnahme bildete der Bereich im Stadtteil Neuhausen-Nymphenburg, hier war der Einsatz der breiten P-Wagen für längere Zeit nicht möglich, da sich die Wagen in Kurven berührt hätten.
In den Jahren 1990 bis 1991 wurde die Geamatic-Steuerung entfernt, da sie immer störungsanfälliger wurde und die Ersatzteilbeschaffung immer schwieriger wurde. Ab 1992 erhielten alle Züge, die hauptüberholt wurden, eine neue Farbgebung. Das traditionelle Straßenbahnblau und -elfenbein wurde durch Brillantblau und Altweiß abgelöst. Die Dächer wurden statt hellgrau dunkelgrau angestrichen. Ab Januar 1997 wurde der P-Wagen 2031 in der Hauptwerkstätte zu einem Partywagen umgebaut. Der Umbau wurde allerdings nie vollendet. 1997 sollten die letzten Hauptuntersuchungen durchgeführt werden. Ab Ende der 1990er-Jahre wurden die P-Wagen sukzessive durch die Niederflurwagen der Baureihe R 3.3 abgelöst.
Ursprünglich war geplant, die letzten P-Wagen im Dezember 2011 durch die neuen Variobahnen der Baureihe S zu ersetzen. Diese wurden jedoch nur vorläufig zugelassen, im März 2012 mussten neun von insgesamt elf der neuen Triebwagen wegen Schäden an den Rädern aus dem Verkehr gezogen werden.
Da der Takt einzelner Linien zwischenzeitlich erhöht wurde und die Variobahnen wegen technischer Mängel und Zulassungsproblemen zeitweise nicht eingesetzt werden konnten, fuhren ab April 2012 wieder bis zu drei P-Züge auf den Linien 17, 21 und 27. Nachdem ab dem 30. Juni 2012 nur noch ein Zug auf der Linie 17 im Einsatz war, kündigte die MVG am 24. Juli 2012 überraschend die Wiederaufarbeitung bereits abgestellter Züge an. Daraufhin erhielten die Triebwagen 2031, 2028, 2006 und 2010 sowie die Beiwagen 3014, 3039 und 3037 eine neue Hauptuntersuchung sowie neue Fahrkartenautomaten und Entwerter. Sie kehrten zwischen November 2012 und Januar 2013 auf die Linien 17 und 27 zurück. Bis Dezember 2013 wurden außerdem Triebwagen 2005 und Beiwagen 3005 hauptuntersucht, sodass fortan sechs Triebwagen und fünf Beiwagen betriebsfähig waren.
Ab Dezember 2013 kamen die P-Wagen wechselnd auf den Linien 15, 18, 21, 22, 28 sowie auf der temporären Baustellenlinie 38 zum Einsatz. Mit Fristablauf wurde Wagen 2021 Ende September 2014 und Wagen 2028 am 30. November 2014 abgestellt. Mit der Abstellung von Wagen 2031 im Jahr 2016 waren nur noch zwei Triebwagen und vier Beiwagen im Einsatzbestand.
Da es im Netz zu Problemen mit dem Fahrstrom kam, blieben die P-Wagen ab Oktober 2020 abgestellt im Betriebshof. Am 25. Juli 2022 wurde die letzte abgestellte P-Wagen-Garnitur in die Hauptwerkstätte in der Ständlerstraße überführt. Damit endete offiziell der Einsatz der P-Wagen im regulären Fahrgastbetrieb in München.

#### Verbleib
Zwei Fahrzeuge wurden in ihren letzten Einsatzjahren für Sonderzwecke verwendet, hierzu waren der Fahrkartenautomat und die Entwerter zeitweise entfernt. Der 1997 zum Partywagen umgebaute P-Wagen 2031 kam dabei regelmäßig bei Sonderfahrten zum Einsatz, der P-Wagen 2006 wurde ab 1994 regelmäßig in der Adventszeit als Christkindl-Tram eingesetzt. Der Wagen 2009 war bis Januar 2016 im MVG Museum ausgestellt und wird jetzt als Ersatzteilspender verwendet.
21 Triebwagen und 22 Beiwagen wurden auf Vermittlung des Münchner Straßenbahnvereins in den Jahren 2000 bis 2005 an die Straßenbahn Timișoara abgegeben. Dort setzte die Regia Autonomă de Transport Timișoara, seit 2017 als Societatea de Transport Public Timișoara firmierend, sie unter ihren alten Betriebsnummern aber mit neuer Lackierung ein. Am 31. Mai 2008 waren noch 13 Züge betriebsbereit, ein weiterer Beiwagen diente als Ersatzteilspender. Die übrigen wurden durch jüngere Wegmann-Stadtbahnwagen aus Bremen ersetzt. Bis 2014 verringerte sich der Bestand auf acht Triebwagen und vier Beiwagen, die letzten Wagen schieden 2022 aus dem regulären Bestand. In Timișoara verkehrten die P 3-Triebwagen teilweise auch solo.
Zwei weitere Züge gingen bereits im Dezember 1998 an die Straßenbahn Bukarest in der rumänischen Hauptstadt. Dort kamen sie jedoch nie in den planmäßigen Einsatz, Nummer 2008 wurde zu einem Partywagen umgebaut, die restlichen drei Wagen verschrottet.

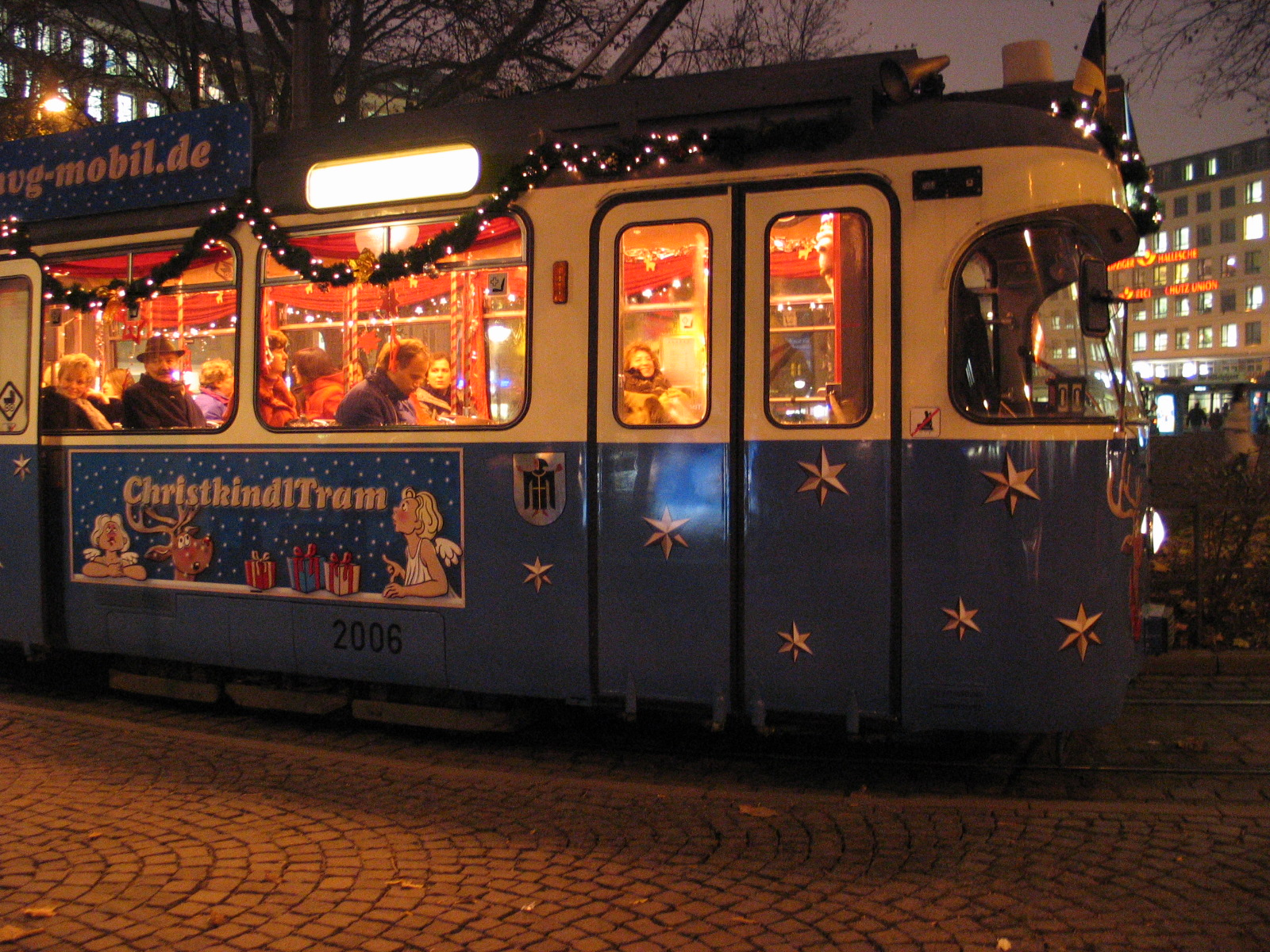
Triebwagen 2006 im Einsatz als Christkindl-Tram (2005)
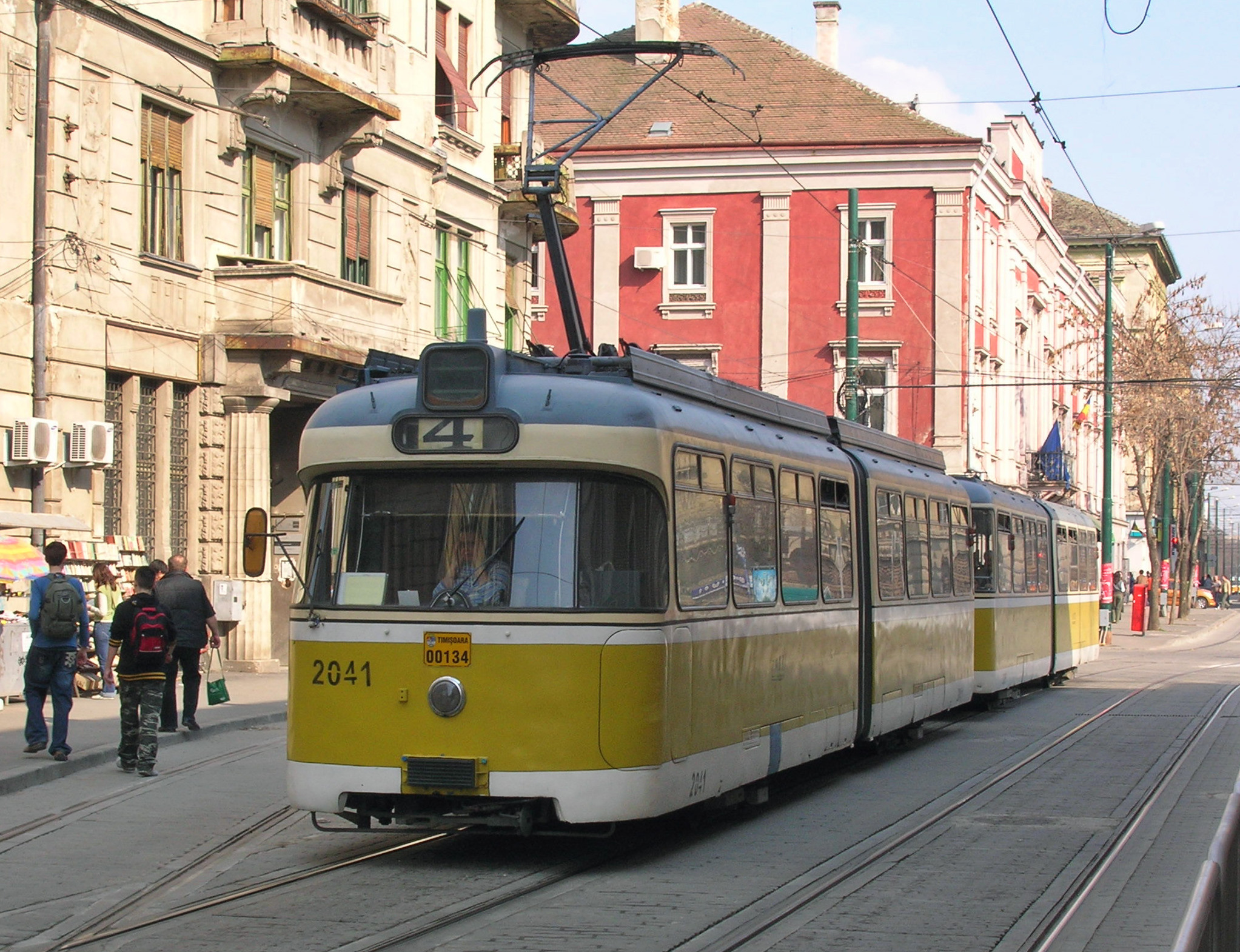
Triebwagen 2041 mit Beiwagen in Timișoara
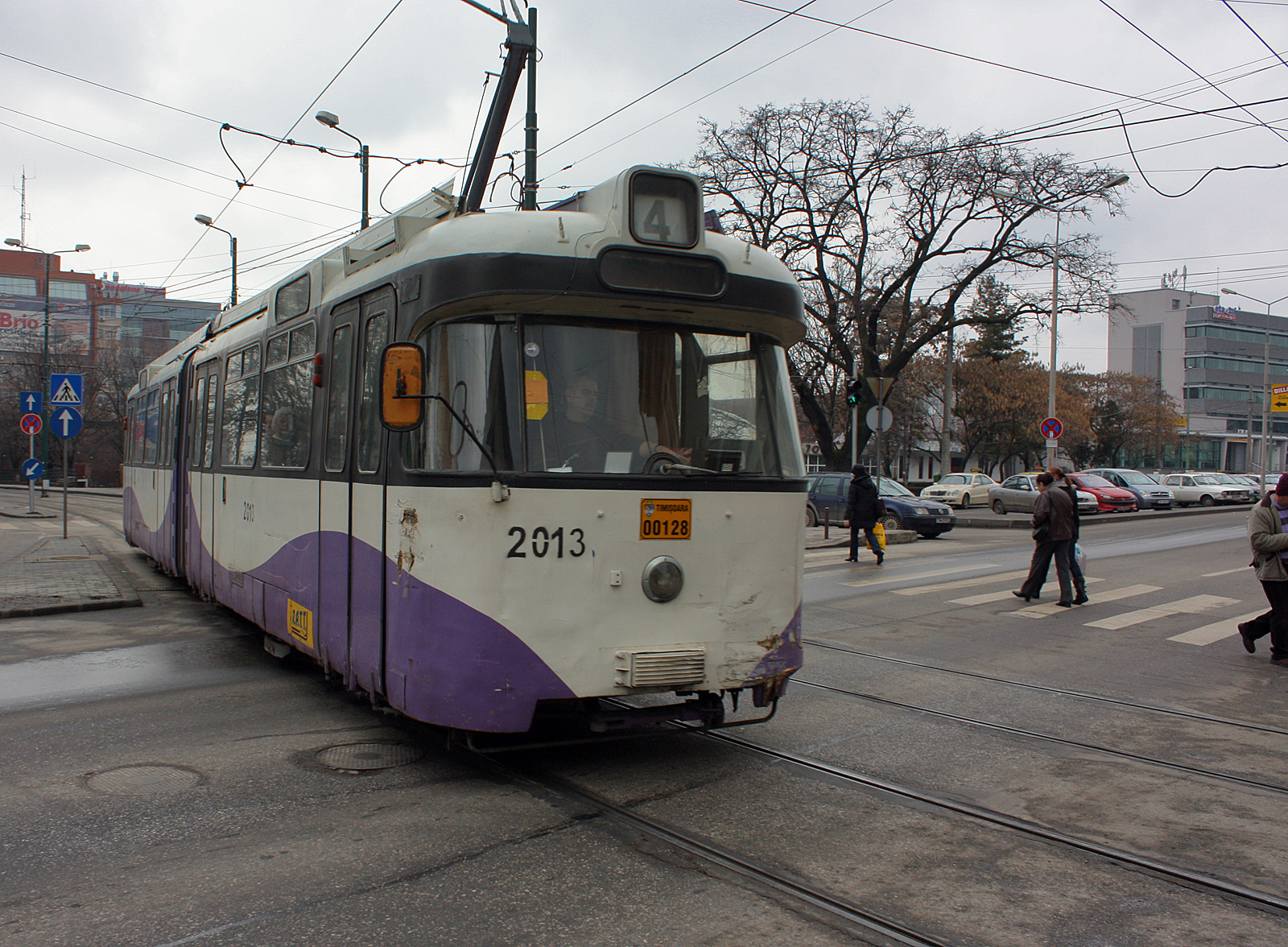
Timișoara: Triebwagen 2013 solo auf der Linie 4
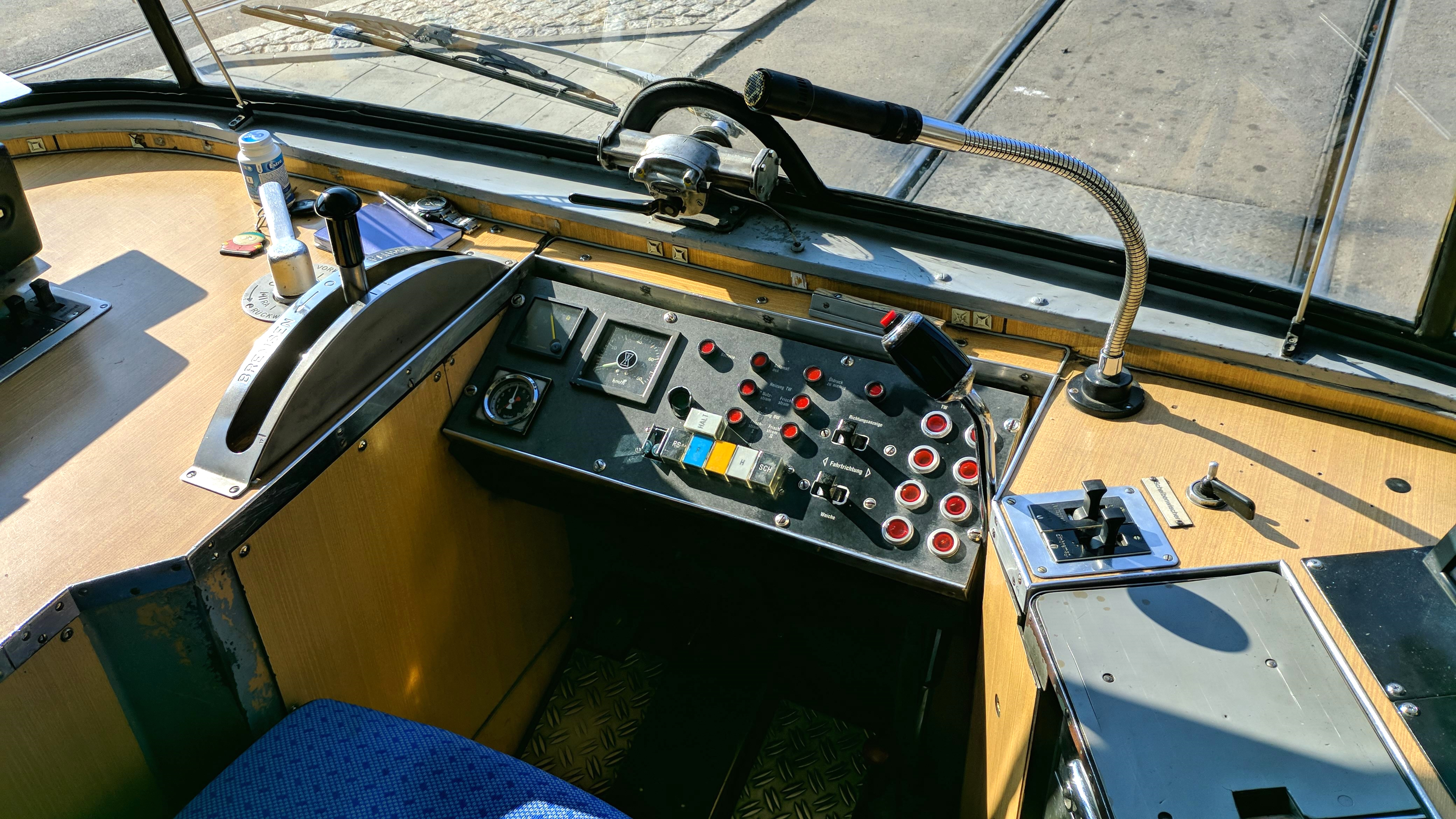
Führerstand des P-Wagens 2006

## Fahrzeuge
| Nummer | geliefert     | abgestellt    | ausgemustert  | Anmerkungen |
| ------ | ------------- | ------------- | ------------- | --- |
| 101    | 1960          | 1976          | 1976          | |
| 102    | 1960          | 1976          | 1976          | |
| 2001   | 23. Dez. 1965 | 22. Jan. 1981 | 24. Juni 1982 | ausgemustert, wegen fälliger Kurzüberholung; bis zum 17. Juni 1968 Wagennummer 201 |
| 2002   | 14. Aug. 1965 | 29. Juli 1980 | 24. Juni 1982 | abgestellt, wegen Unfall; bis zum 17. Juni 1968 Wagennummer 202 |
| 2003   | 1. Sep. 1967  | 27. Aug. 1999 | 27. Aug. 1999 | 2000 verkauft nach Timișoara |
| 2004   | 14. Sep. 1967 | 2001          | 2001          | 2001 verkauft nach Timișoara |
| 2005   | 20. Sep. 1967 | –             | –             | von Dezember 2013 bis Herbst 2020 wieder im Linieneinsatz; abgestellt; Verbleib als Museumsfahrzeug                                                                                      |
| 2006   | 25. Sep. 1967 | –             | –             | fuhr von 1994 bis 2012 zu Sonderfahrten und als Christkindl Tram, da Fahrscheinautomat und Entwerter ausgebaut von 17. Dezember 2012 bis Herbst 2020 wieder im Linieneinsatz; abgestellt |
| 2007   | 29. Sep. 1967 | 1. Nov. 1998  | 31. Aug. 1999 | abgestellt, wegen fälliger Hauptuntersuchung |
| 2008   | 28. Okt. 1967 | 1. Aug. 1997  | 21. Jan. 1998 | abgestellt, wegen fälliger Hauptuntersuchung; am 16. Dezember 1998 nach Bukarest verkauft                                                                                                |
| 2009   | 2. Nov. 1967  | unbekannt     | –             | bis Januar 2016 im MVG Museum Ersatzteilspender |
| 2010   | 16. Nov. 1967 | –             | –             | von Anfang 2013 bis Herbst 2020 wieder im Linieneinsatz; abgestellt |
| 2011   | 29. Nov. 1967 | 1997          | 1997          | |
| 2012   | 4. Dez. 1967  | 2005          | 2007          | 2007 verschrottet |
| 2013   | 27. Dez. 1967 | 2001          | 2001          | 2001 verkauft nach Timișoara |
| 2014   | 28. Dez. 1967 | 1. Aug. 2000  | 1. Aug. 2000  | ausgemustert, wegen fälliger Hauptuntersuchung |
| 2015   | 29. Dez. 1967 | 22. Jan. 1997 | 1. Apr. 1997  | ausgemustert, wegen Schaden am Radreifen, 2007 abgestellt in Blindheim |
| 2016   | 4. Jan. 1968  | 31. Jan. 1995 | 8. Mai 1995   | ausgemustert, wegen Zusammenstoß; am 29. Mai 1996 verschrottet |
| 2017   | 19. Jan. 1968 | 26. Juni 1997 | 2000          | abgestellt, wegen fälliger Hauptuntersuchung; 2000 verkauft nach Timișoara |
| 2018   | 29. Jan. 1968 | 8. März 1993  | 1. Dez. 1994  | abgestellt, wegen Zusammenstoß; verschrottet am 29. Mai 1996 |
| 2019   | 6. Feb. 1968  | unbekannt     | 2005          | 2007 verschrottet |
| 2020   | 16. Feb. 1968 | 21. Okt. 1997 | 7. Juli 1998  | 2000 verkauft nach Timișoara |
| 2021   | 4. März 1968  | 17. Sep. 2014 | –             | 7/2020 verkauft nach Oberschleißheim |
| 2022   | 7. März 1968  | 2005          | 2005          | |
| 2023   | 1. Apr. 1968  | unbekannt     | 2001          | 2001 verkauft nach Timișoara |
| 2024   | 3. Apr. 1968  | unbekannt     | 2003          | 2003 verkauft nach Timișoara |
| 2025   | 20. Mai 1968  | 23. Aug. 2000 | 23. Aug. 2000 | ausgemustert, wegen Motorschaden |
| 2026   | 4. Juni 1968  | unbekannt     | 2003          | verkauft nach Timișoara |
| 2027   | 25. Juni 1968 | 17. Sep. 1994 | 1. Dez. 1994  | abgestellt, wegen Zusammenstoß; verschrottet am 16. Juni 1995 |
| 2028   | 26. Juni 1968 | 30. Nov. 2014 | 2014          | 7/2020 verkauft zum Bahnwärter Thiel München |
| 2029   | 27. Juni 1968 | 12. Aug. 1997 | 11. Sep. 1998 | abgestellt, wegen Zusammenstoß; am 25. Januar 1999 verschrottet |
| 2030   | 5. Juli 1968  | 17. Feb. 1999 | 31. Aug. 1999 | abgestellt, wegen fälliger Hauptuntersuchung; 2000 verkauft nach Timișoara |
| 2031   | 17. Juli 1968 | 2016          | –             | Nutzung von 1997 bis 2012 nur noch für Sonderfahrten, da Fahrscheinautomat und Entwerter entfernt ab dem 14. November 2012 wieder im Linieneinsatz, seit 2016 abgestellt                 |
| 2032   | 26. Juli 1968 | unbekannt     | 2003          | 2003 verkauft nach Timișoara |
| 2033   | 6. Aug. 1968  | 10. Juni 1997 | 4. Juli 1997  | ausgemustert, wegen Kabelbrand; am 16. Dezember 1998 nach Bukarest verkauft |
| 2034   | 20. Aug. 1968 | 1. Sep. 1998  | 11. Sep. 1998 | abgestellt, wegen fälliger Hauptuntersuchung; 2000 verkauft nach Timișoara |
| 2035   | 28. Aug. 1968 | 1. Juni 2000  | 1. Juni 2000  | ausgemustert, wegen fälliger Hauptuntersuchung; 2000 verkauft nach Timișoara |
| 2036   | 12. Sep. 1968 | unbekannt     | 2001          | 2001 verkauft nach Timișoara |
| 2037   | 25. Sep. 1968 | unbekannt     | 2001          | 2001 verkauft nach Timișoara |
| 2038   | 2. Okt. 1968  | unbekannt     | 2001          | 2001 verkauft nach Timișoara |
| 2039   | 17. Okt. 1968 | unbekannt     | 2001          | 2001 verkauft nach Timișoara |
| 2040   | 31. Okt. 1968 | unbekannt     | 2003          | 2003 verkauft nach Timișoara |
| 2041   | 6. Nov. 1968  | 4. Juli 2000  | 4. Juli 2000  | 2000 verkauft nach Timișoara |
| 2042   | 22. Nov. 1968 | unbekannt     | 2001          | 2001 verkauft nach Timișoara |
| 2043   | 11. Dez. 1968 | 17. Juni 1998 | 2000          | 2000 verkauft nach Timișoara |
| 2044   | 21. Mai 1969  | 1. Apr. 2000  | 1. Apr. 2000  | 2000 verkauft nach Timișoara |
| 3001   | 4. Sep. 1965  | 1. Dez. 1989  | 23. Juli 1992 | ab dem 18. Juni 1968 Wagennummer 3001; Anpassung an Typ p3 1972; abgestellt wegen fälliger Hauptuntersuchung; bis 2000 als Lagerwagen genutzt                                            |
| 3002   | 22. Jan. 1966 | 1. Mai 1989   | 23. Juli 1992 | ab dem 18. Juni 1968 Wagennummer 3002; Anpassung an Typ p3 1972; abgestellt wegen Asbest; am 14. Januar 1993 verschrottet                                                                |
| 3003   | 1. Sep. 1967  | unbekannt     | unbekannt     | |
| 3004   | 13. Sep. 1967 | unbekannt     | unbekannt     | abgestellt |
| 3005   | 21. Sep. 1967 | –             | –             | abgestellt |
| 3006   | 28. Sep. 1967 | 5. Aug. 1997  | 11. Sep. 1998 | am 18. Dezember 1998 nach Bukarest verkauft |
| 3007   | 30. Sep. 1967 | 26. Juni 1997 | 4. Juli 1997  | abgestellt, wegen fälliger Hauptuntersuchung |
| 3008   | 20. Okt. 1967 | unbekannt     | unbekannt     | 2001 verkauft nach Timișoara |
| 3009   | 31. Okt. 1967 | unbekannt     | unbekannt     | 2003 verkauft nach Timișoara |
| 3010   | 13. Nov. 1967 | unbekannt     | unbekannt     | 2019 verkauft zum Bahnwärter Thiel München |
| 3011   | 26. Nov. 1967 | 1. Apr. 1999  | 31. Aug. 1999 | abgestellt, wegen fälliger Hauptuntersuchung |
| 3012   | 1. Dez. 1967  | unbekannt     | unbekannt     | |
| 3013   | 8. Dez. 1967  | unbekannt     | unbekannt     | |
| 3014   | 28. Dez. 1967 | unbekannt     | –             | 7/2020 verkauft zum Bahnwärter Thiel München |
| 3015   | 29. Dez. 1967 | 15. Juni 1998 | 23. Juni 1998 | abgestellt, wegen fälliger Hauptuntersuchung; 2000 verkauft nach Timișoara |
| 3016   | 2. Jan. 1968  | 15. Juni 1998 | unbekannt     | abgestellt, wegen Schaden am Radreifen; 2000 verkauft nach Timișoara |
| 3017   | 16. Jan. 1968 | –             | –             | ab dem 17. März 1997 Umbau zum Partywagen |
| 3018   | 23. Jan. 1968 | 5. Aug. 1997  | 21. Jan. 1998 | am 16. Dezember 1998 nach Bukarest verkauft |
| 3019   | 2. Feb. 1968  | 15. Juni 1998 | 23. Juni 1968 | abgestellt, wegen Schaden am Radreifen; 2000 verkauft nach Timișoara |
| 3020   | 15. Feb. 1968 | unbekannt     | unbekannt     | 2001 verkauft nach Timișoara |
| 3021   | 5. März 1968  | unbekannt     | unbekannt     | 2001 verkauft nach Timișoara |
| 3022   | 8. März 1968  | 1. Jan. 2000  | unbekannt     | abgestellt, wegen fälliger Hauptuntersuchung; 2000 verkauft nach Timișoara |
| 3023   | 9. Mai 1968   | unbekannt     | unbekannt     | 2003 verkauft nach Timișoara |
| 3024   | 9. Mai 1968   | unbekannt     | unbekannt     | 2003 verkauft nach Timișoara |
| 3025   | 21. Mai 1968  | 1. Apr. 2000  | unbekannt     | abgestellt, wegen fälliger Hauptuntersuchung |
| 3026   | 5. Juni 1968  | 30. Aug. 1999 | unbekannt     | abgestellt, wegen fälliger Hauptuntersuchung; 2000 verkauft nach Timișoara |
| 3027   | 26. Juni 1968 | unbekannt     | unbekannt     | 2001 verkauft nach Timișoara |
| 3028   | 5. Juli 1968  | 12. Mai 1999  | 31. Aug. 1999 | abgestellt, wegen fälliger Hauptuntersuchung; 2000 verkauft nach Timișoara |
| 3029   | 16. Juli 1968 | 30. Sep. 1999 | unbekannt     | abgestellt, wegen fälliger Hauptuntersuchung; 2000 verkauft nach Timișoara |
| 3030   | 25. Juli 1968 | 28. Aug. 2000 | unbekannt     | abgestellt, wegen fälliger Hauptuntersuchung |
| 3031   | 6. Aug. 1968  | unbekannt     | unbekannt     | 2001 verkauft nach Timișoara |
| 3032   | 12. Aug. 1968 | unbekannt     | unbekannt     | 2005 verkauft nach Timișoara |
| 3033   | 27. Aug. 1968 | unbekannt     | unbekannt     | 2001 verkauft nach Timișoara |
| 3034   | 11. Sep. 1968 | 30. Jan. 2000 | unbekannt     | abgestellt, wegen fälliger Hauptuntersuchung; 2000 verkauft nach Timișoara |
| 3035   | 24. Sep. 1968 | 31. Jan. 1999 | 31. Aug. 1999 | abgestellt, wegen fälliger Hauptuntersuchung; 2000 verkauft nach Timișoara |
| 3036   | 1. Okt. 1968  | unbekannt     | unbekannt     | 2003 verkauft nach Timișoara |
| 3037   | 16. Okt. 1968 | unbekannt     | unbekannt     | von Anfang 2013 bis Herbst 2020 wieder im Linieneinsatz; Abgestellt |
| 3038   | 28. Okt. 1968 | unbekannt     | unbekannt     | 2005 verkauft nach Timișoara |
| 3039   | 7. Nov. 1968  | –             | –             | von 14. November 2012 bis Herbst 2020 wieder im Linieneinsatz; Abgestellt |
| 3040   | 27. Nov. 1968 | unbekannt     | unbekannt     | 2001 verkauft nach Timișoara |